# Noah Mamet
Noah Bryson Mamet (nacido en 1969 en California) es un diplomático y empresario estadounidense que se desempeñó como embajador de su país en Argentina.

## Biografía
En 1992 se graduó como licenciado en Artes en la Universidad de California en Los Ángeles.
El embajador Mamet ha sido miembro del Consejo Estadounidense de Jóvenes Líderes Políticos (ACYPL).
Fue miembro de una comisión veedora de la democracia en Sierra Leona al finalizar la guerra civil.
Mamet trabajó entre 1995 y 2002 con el líder de los demócratas en la cámara de representantes. Ha sido recaudador de campaña para líderes de su partido en todo su país. En el año 2004 fundó una consultora de comunicaciones.

## Embajador enArgentina
El 2 de diciembre de 2014, el Senado estadounidense lo aprobó como embajador en la Argentina,
 por lo que reemplazó a Vilma Martínez en la embajada en Buenos Aires, la misma estaba a cargo del encargado de negocios Kevin K. Sullivan luego de la partida de la embajadora en julio de 2013.

## Controversias
Desde su nominación como embajador de Estados Unidos a la Argentina, Mamet ha sido criticado por ser parte de un grupo de embajadores nominados a través de contribuciones de «sumas de seis cifras» hacia la campaña de reelección en 2012 del presidente Obama. En diciembre de 2013, BuzzFeed informó que la nominación de Mamet como embajador en Argentina fue recibida con «sorpresa, y en algunos casos, con ira». Donantes del Partido Demócrata se quejaron de que Mamet injustamente aprovechó el trabajo de sus clientes para su propio beneficio político y manipuló su nominación a través de su relación personal con el jefe de campaña del presidente Obama, Jim Messina.
Desde entonces, un grupo de funcionarios jubilados del Foreign Service de Estados Unidos pidieron la terminación a la práctica de nombrar colaboradores políticos y partidarios como embajadores. Mamet también ha sido criticado por falta de experiencia diplomática y no visitar Argentina antes de su nominación. En 2014, quince expresidentes del State Department Employees Union (AFSA) hicieron una petición oficial para rechazar la nominación de Mamet al cargo de embajador. La petición, la cual también incluyó a George Tsunis (embajador en Noruega) y Colleen Bell (embajador en Hungría), señaló que durante sus audiencias los nominantes «mostraron limitado conocimiento de los países a los cuales habían sido nominados». AFSA emitió una carta al Departamento de Estado de los Estados Unidos solicitando el rechazo a los tres nombramientos. Esta carta oficial estableció un nuevo precedente histórico a las designaciones de embajadores en Estados Unidos. Mamet también ha sido criticado por los ciudadanos estadounidenses que residen en Argentina por retrasar indefinidamente la renovación de pasaportes sin «seguir ningún proceso legal». Esta crítica también fue respaldada por The Rutherford Institute, una organización dedicada a libertades civiles estadounidenses.